# آرگوتا (آلاباما)
آرگوتا (به انگلیسی: Arguta) یک منطقهٔ مسکونی در ایالات متحده آمریکا است که در شهرستان داله، آلاباما واقع شده‌است. آرگوتا ۱۳۸٫۰۸ متر بالاتر از سطح دریا قرار دارد.